# Vestíbulo

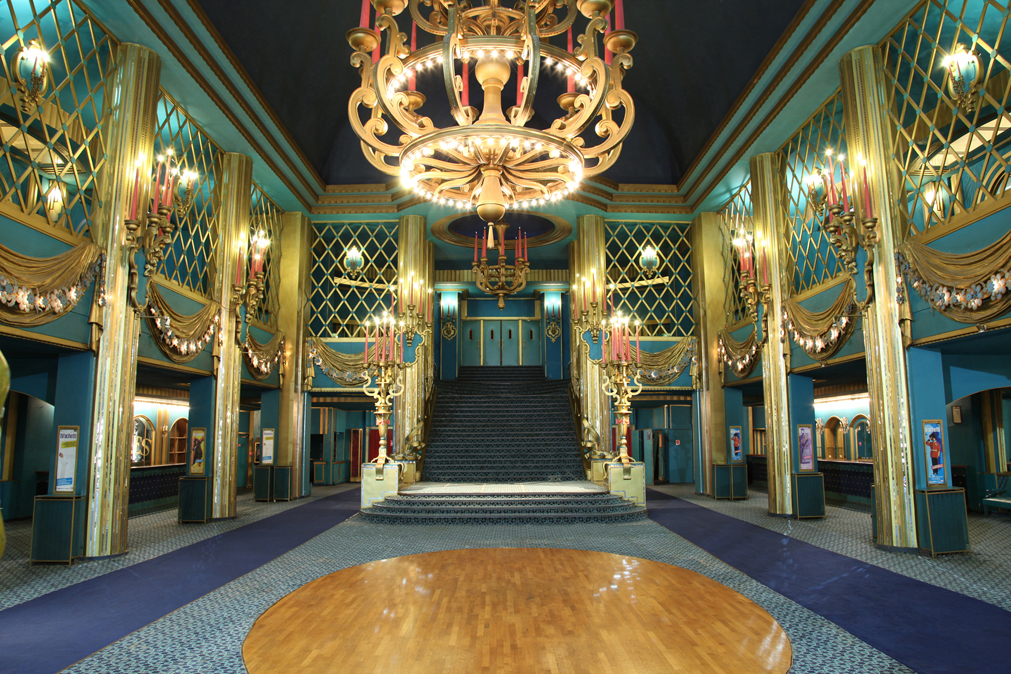
Vestíbulo del Folies Bergère, París.

Un vestíbulo (latín: vestibulum) es un espacio o conjunto de cuartos grandes y extensos en un edificio o en una casa y, en particular, en un teatro, ópera, sala de conciertos, feria de muestras, cine, etc., adyacentes al auditorio. Se trata de un área de descanso para el público (los espectadores) y un lugar utilizado especialmente antes de la función y durante los descansos, pero también como lugar de celebraciones después de la función. En ocasiones (como en el caso de grandes teatros para ópera) se utiliza la voz francesa foyer.

## Características generales
Un vestíbulo es generalmente un pasillo ancho, diseñado especialmente, que rodea el recibidor principal de un edificio (de oficinas, un hotel, etc.) o, con menos frecuencia, de una casa.

## En hoteles y en casas
En un hotel, el vestíbulo es una sala grande de entrada que comunica el exterior con la recepción y otras dependencias y servicios: cafetería, restaurante, ascensores, salones y otros.
Un vestíbulo en una casa es generalmente un área pequeña o un cuarto adyacente a la puerta delantera a través del cual se accede al resto de habitaciones. 

## Historia
Los griegos no usaron atrios pero sí vestíbulos y los llamaban pronaos o prothyron (más bien, pórtico columnado). El nombre vestíbulo lo tomó porque se conservaba en él un fuego sagrado en honor de Vesta semejante al que conservaban las vestales. Eran comunes en los antiguos templos griegos. Debido a las técnicas de construcción disponibles en la época, no era posible construir grandes luces. En consecuencia, muchas entradas tenían dos filas de columnas (dístilo) que sostenían el techo y creaban un espacio distinto en la entrada.
En las casas romanas o domus, el vestíbulo era un espacio entre el interior de un edificio y la calle. Era bastante amplio, y se tenía que pasar por él antes de entrar al atrio y allí esperaban a que se abriese la puerta los que iban a la casa. Para cerrar el vestíbulo probablemente no habría más que cancelas o verjas de hierro en el intercolumnio del medio y podio en los demás intercolumnios.
En las casas de los poderosos había de ser el vestíbulo muy espacioso por la multitud de clientes y aduladores que iban a saludar y dar el buen día a la hora prima, como se desprende de lo que dice Marco Valerio Marcial. En un extremo del vestíbulo tenía su cuarto el portero, a quien llamaban famulum atriensem.